# 알프레트 시닛케

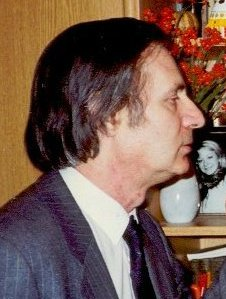
알프레트 시닛케

알프레트 가리예비치 시닛케(러시아어: Альфре́д Га́ррьевич Шни́тке, 독일어: Alfred Garrijewitsch Schnitke 알프레트 가리예비치 슈니트케[*], 1934년 11월 24일 ~ 1998년 8월 3일)는 러시아의 서양 음악 작곡가이다. 2005년 러시아어의 외래어 표기법이 마련되기 전까지는 알프레트 슈니트케로 표기했었다.

## 일대기
알프레드 시닛케는 소련 옌겔스에서 태어났다. 그의 아버지는 독일의 프랑크푸르트에서 태어난 러시아계 유대인이고, 1926년에 소련으로 이주했다. 어머니는 러시아에서 태어난 독일인이며, 엥겔스는 당시 볼가 독일인 소비에트 사회주의 자치 공화국에 속해 있었다. 1946년 그는 언론인이며 번역가인 아버지가 머물던 오스트리아의 빈에서 음악 교육을 받기 시작했다. 그 후 다시 소련으로 돌아가 1948년 모스크바로 이주하였다. 시닛케는 1961년 모스크바 음악원에서 작곡을 배웠고, 1962년부터 1972년까지 그곳에서 학생들을 가르쳤다. 시닛케는 이후에 영화음악 작곡을 주로 했다. 그는 기독교로 개종했고 그 이후 신비주의가 그의 음악관에 영향을 미치게 되었다. 그러나 그는 소련 당국의 비난을 받고, 외국 여행을 금지당하기도 하였다.
1985년 시닛케는 뇌혈관 발작으로 혼수상태에 빠졌다. 그는 여러 번 뇌사 판정을 받았지만 회복하여 작곡을 계속할 수 있었다. 1990년에는 러시아를 떠나 독일 함부르크로 옮겼으나, 건강이 더욱 나빠져서 여러 번 더 발작을 겪다가 1998년 함부르크에서 사망했다.
시닛케는 대표적인 포스트모더니즘 작곡가 중 한 사람으로, 많은 작품에서 다른 작곡가의 곡을 인용하거나 패러디해서 현재와 과거의 작곡 스타일을 혼합한 곡을 만들었다. 그의 주요 작품으로 오페라 《바보와의 생활》, 9개의 교향곡, 합주 협주곡과 함께 피아노 5중주, 현악 3중주를 포함한 실내악곡 등이 있다.

## 주요 작품

### 교향곡
- 0번(1956~57)
- 1번(1969~74)
- 2번 “성 플로리안”(1979)
- 3번(1981)
- 4번(1983)
- 5번(콘체르토 그로소 4번)(1988)
- 6번(1992)
- 7번(1993)
- 8번(1994)
- 9번(1996~97; 알렉산드르 라스카토프가 재구성함)

### 관현악
- 매우 여리게(1968)
- 파사칼리아(1979~80)
- 제식(祭式)(1984~85)
- 한여름 밤의 꿈(1985)
- 교향 전주곡(1994)
- 리버풀을 위해(1994)

### 협주곡

#### 바이올린
- 1번(1957; 63년에 개정)
- 2번(1966)
- 3번(1978)
- 4번(1984)

#### 피아노
- 시(1953)
- 협주곡(1960)
- 음악(1964)
- 피아노와 현을 위한 협주곡(1979)
- 왼손을 위한 협주곡(1988)

#### 첼로
- 1번(1985, 86)
- 2번(1990)

#### 비올라
- 협주곡(1985)
- 독백(1989)
- 비올라와 작은 관현악을 위한 협주곡(1997)

#### 그 밖
- 삼중 협주곡(피아노 3중주와 현악합주)(1994)
- 5개의 단편(1994)

#### 콘체르토 그로소
- 1번(1977-2대의 바이올린, 조작된 피아노, 하프시코드/1988-플루트, 오보에, 하프시코드, 조작된 피아노)
- 2번(바이올린, 첼로, 세 개의 관현악단; 1981~82)
- 3번(두 대의 바이올린, 하프시코드, 첼레스타, 피아노, 14대의 현악기; 1985)
- 5번(바이올린, 무대 뒤 피아노; 1990~91)
- 6번(피아노, 바이올린, 현악합주; 1993)

### 실내악

#### 이중주
- 바이올린 소나타 1번(1963)
- 바이올린 소나타 2번 ‘콰시 우나’(1968)
- 고전풍의 모음곡(바이올린과 피아노/하프시코드)(1972)
- 성가 Ⅱ(첼로와 더블베이스)(1974)
- 첼로 소나타 1번(1978)
- 조용한 음악(바이올린, 첼로)(1979)
- 소리와 메아리(트롬본, 오르간)(1983)
- 향수(鄕愁)의 음악(첼로, 피아노)(1992)
- 첼로 소나타 2번(1994)
- 바이올린 소나타 3번(1994)

#### 삼중주, 사중주, 오중주
- 현악 4중주 1번(1966)
- 성가Ⅰ(첼로, 하프, 팀파니)(1974)
- 피아노 5중주(1972~76)
- 현악 4중주 2번(1981)
- 현악 4중주 3번(1983)
- 현악 3중주(1985)
- 현악 4중주 4번(1989)
- 현악 4중주를 위한 변주곡(1997)

#### 대규모 실내악
- 대화(첼로, 7대의 악기)(1965)
- 세레나데(바이올린, 클라리넷, 더블베이스, 피아노, 타악기)(1968)
- 성가Ⅲ(첼로, 바순, 하프시코드, 종/팀파니)(1974)
- 성가Ⅳ(첼로, 바순, 더블베이스, 하프시코드, 하프, 팀파니, 종)(1974~79)

### 독주 현악기
- 푸가(바이올린; 1953)
- 즉흥 연주(첼로; 1993)

### 피아노
- 6개의 전주곡(1953~54)
- 변주곡(1954~55)
- 피아노 소나타 1번(1987~88)
- 피아노 소나타 2번(1990)
- 피아노 소나타 3번(1992)

### 오페라
- 바보와의 생활(1992)
- 요한 파우스트 박사 이야기(1991~94)
- 제수알도(1993)

### 발레
- 미로(1971)
- 노랑의 소리(1973)
- 소묘(1985)
- 페르귄트(1988)

### 합창
- 나가사키(오라토리오)(1958)
- 자연의 소리(1972)
- 진혼곡(1974~75)
- 파우스트 칸타타(1983)
- 세 개의 신성한 찬송가(1983~84)
- 혼성합창을 위한 협주곡(1984~85)